# Alphonse Duchesne
Alphonse Duchesne, né le 13 mai 1825 à Livarot et mort le 12 juin 1870 à Paris 18e, est un journaliste, poète et écrivain français.

## Biographie
Directeur de la publication de l'hebdomadaire Le Diable à quatre (1868-1870), il collabora à de nombreux journaux du XIXe siècle, souvent comme critique musical ou politique, comme le Journal de Paris, Le Diable boiteux, Le Rabelais, Le Figaro dont il était le secrétaire, ou Le Petit Figaro. Il publiait sous divers pseudonymes tels Philippe d'O, Addison (Le Figaro) ou, entre autres, Desfonclières (Le Rabelais).
Il est le père de l'artiste peintre Émery Duchesne (né en 1847), il a été inhumé au cimetière Montmartre,.

## Œuvres
- Les Chants d'un oiseau de passage, poésies, Amyot, 1845
- Histoire de la coiffure, de la barbe et des cheveux postiches : l'histoire des coiffeurs, Seré, 1851
- Histoire de la chaussure, depuis l'antiquité la plus reculée jusqu'à nos jours, suivie de l'histoire sérieuse et drôlatique des cordonniers et des artisans dont la profession se rattache à la cordonnerie, avec Paul Lacroix, Seré, 1852
- Les lettres de Junius, avec Alfred Delvau, 1862
- Les Enfants de Martin Crabbe ; Tregnan le mousse, romans, Guérin-Muller et Cie, 1863
- L'Ange, la fée et le démon, contes, légendes et nouvelles, Haguenthal, 1863
- Le Roi des enfants, roman, Haguenthal, 1863